# Johann Reinhold Forster

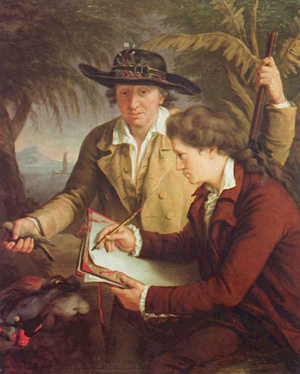
Johann Reinhold Forster och hans son Georg på Tahiti. Målning av John Francis Rigaud.

Johann Reinhold Forster, född 22 oktober 1729 i Dirschau, död 9 december 1798 i Halle an der Saale, var en tysk ornitolog och etnolog, far till Georg Forster.
Forster innehade 1753-65 en prästtjänst i närheten av Danzig, men förde efter 1765 länge ett kringresande liv och åtföljde bland annat kapten James Cook på dennes andra upptäcktsresa (1772-75). Han var 1780-98 professor i naturvetenskap i Halle an der Saale. Han ägde en grundlig naturvetenskaplig bildning och behärskade många språk.
Forster invaldes 1778 som utländsk ledamot nummer 105 av Kungliga Vetenskapsakademien. Auktorsnamnet J.R.Forst. kan användas för Johann Reinhold Forster i samband med ett vetenskapligt namn inom botaniken; se Wikipediaartiklar som länkar till auktorsnamnet.